# アメリカ大陸におけるジカ熱の流行 (2015年-2016年)
アメリカ大陸におけるジカ熱の流行（アメリカたいりくにおけるジカねつのりゅうこう）では、限られた地域の流行であったジカ熱（ジカウイルス感染症）が2015年頃から2016年にかけてブラジルなどの中南米の広い範囲での流行し、さらに拡大の様相を見せていることについて解説する。ジカウイルス感染の媒介は主に熱帯地帯にいるネッタイシマカによる。
2016年2月1日、世界保健機関 (WHO) は「国際的に懸念される公衆衛生上の緊急事態 (PHEIC)」を宣言した。

## 概要
ジカ熱は2016年1月末までに死亡例の報告はない。妊婦が感染すると脳と頭の未発達を伴う先天的欠損症である小頭症の子どもが生まれる可能性が強く疑われている。ブラジルでは2015年9月から2016年1月にかけての新生児中小頭症の子どもが4180人生まれ、新生児68人が死亡したという。発症率が2割であること、発症しないまま小頭症の子供が生まれることがあること、ワクチンがないことなどからさらなる流行と被害の拡大が見込まれている。
コロンビア、ジャマイカ、エルサルバドル、ブラジルでは妊娠を6か月から1年のばすように勧告している。
2016年1月31日現在、ヨーロッパのECDCは妊婦の渡航自粛勧告を出し、アメリカCDCは3段階のうちレベル2の注意喚起を行い、日本の国立感染症研究所は妊婦の渡航は控えた方がよいとする見解を発表した。
妊婦でなくても、手足の麻痺を伴うギラン・バレー症候群の発症にかかわっていることが疑われている。
2016年1月、WHO/PAHOは、声明を発表し、中南米23か国で流行が予想され、400万人以上が感染し、特に2016年2月初旬にリオのカーニバル、同年8月にリオデジャネイロオリンピックを開催するブラジルでは150万人が感染するおそれがあるという声明を発表した。
アメリカで2016年1月末現在30人以上、カナダで4人の感染者が確認されている。いずれも流行地での感染と見られている。
2016年2月1日、WHOは専門家による緊急会合を開きジカ熱の流行は「国際的に懸念される公衆衛生上の緊急事態」(PHEIC) に該当すると宣言した。
イギリスの世界的専門家であるジェレミー・ファーラーは「ジカ熱の流行は2014年〜2015年のエボラ熱の流行よりもいろいろな意味で状況が悪い」という。
英公衆衛生庁は性的接触（精液など）による感染は少ないが存在するため、出生を望むカップルは感染地域帰国後1か月は性交渉を避けるべきだという。

## 時系列

### 1947年 - 2014年
- 1947年 - ウガンダのジカ森林のアカゲザルから初めて確認。
- 1954年 - ナイジェリアで、初めて人間から確認。
- 1977年〜1978年 - パキスタン、マレーシア、インドネシアで確認。
- 2007年 - ミクロネシア連邦のヤップ島で確認、初めての大流行。流行は4月から7月までの13週間続く。疑い例185中確認例49。
- 2007年〜2014年 - アメリカでの輸入例は14例[注釈 3][11]。
- 2010年〜2014年 - ブラジルでは年間139-175件の感染を確認[要出典]。
- 2013年10月以降 - フランス領ポリネシアで確認。確認・疑い患者は約1万人、重症例が70、この中にギラン・バレー症候群も含まれる。
- 2013年〜2014年 - 日本で感染者を3人確認、輸入例[注釈 4]と見られる（フランス領ポリネシア・ボラボラ島で2人〈2013年12月滞在〉[12]、タイ・サムイ島で1人〈2014年7月滞在〉[13]）。
- 2014年2月 - チリのイースター島で確認。6月には消滅[要出典]。
- 2014年 - ニューカレドニアとクック諸島で確認[要出典]。

### 2015年
- 5月、ブラジルで流行が始まる。
- 5月、PAHOが中南米への感染の注意喚起[14]。
- ブラジルのペルナンブーコ州[注釈 5]で、数か月間で1000以上の小頭症の症例を報告（ピークは11月下旬）[要出典]。
  - 11月初めまでにペルナンブーコ州だけで141件の小頭症が発生したため非常事態宣言が出た。11月末には全国26州中14州で7人の死亡例を含め1248件、12月24日には2,782件と急増した[15]。
- 10月、カーボベルデ（アフリカ西部）で初の国内感染例[要出典]。
- 11月、メキシコで初の国内感染例[要出典]。
- 12月1日、PAHOが警報[16]を出す。それによれば感染が見られる米州地域は、ブラジル、チリ（イースター島）、コロンビア、エルサルバドル、グアテマラ、メキシコ、パラグアイ、スリナム、そしてベネズエラであった[4]。
- 12月10日、パナマで初の国内感染例[要出典]。
- 12月、サモアで初の国内感染例[要出典]。

### 2016年
- 1月、日本の厚生労働省は、妊婦に中南米14か国への渡航については慎重に検討するよう呼びかけた[17]。
  - 14か国 - ブラジル、コロンビア、エルサルバドル、フランス領ギアナ、グアテマラ、ハイチ、ホンジュラス、マルティニーク、メキシコ、パナマ、パラグアイ、プエルトリコ、スリナム、ベネズエラ
- 1月18日のCNNの報道[18]による中南米以外の感染地域は次の通り。
  - アジア - タイ、カンボジア、ラオス、マレーシア、シンガポール、フィリピン、インドネシア
  - アフリカ - ウガンダ、中央アフリカ、カメルーン、ガボン、ナイジェリア、コートジボアール、ブルキナファソ、セネガル
  - 免疫学的な存在確認のみで感染者が確認されていない地域 - ベトナム、インド、パキスタン、エジプト、エチオピア、ソマリア、ケニア、タンザニア、ザンビア、アンゴラ
- 1月26日、日本の国立感染症研究所は、「可能な限り妊婦の流行地への渡航は控えた方が良いと考える」とする見解を発表した[19]。
- 1月27日、ブラジルのルセフ大統領は、ツイッターに「われわれは蚊との戦争を宣言しなければならない」と書き込んだ[20]。
- 1月28日、PAHOはWHO理事会で警戒を呼びかけた[21][22]。
- 1月末現在、フランスで5人、ポルトガルで5人の輸入例が確認された[23]。またイギリス3、スペイン2、プエルトリコ19の感染が確認されている[6]。
- 1月末現在、中南米最大手のLATAM航空（TAM航空の後身）、アメリカン航空、ゴル航空（ブラジル）が妊婦の航空券の払い戻しや変更を認める[23]。
- 1月末現在の感染確認者概数はブラジル約150万人、コロンビア約2万人であり、全感染者の99%以上を占めるが、中南米諸国で各数人の感染者が確認されている[要出典]。
- 1月31日、インドネシアのアイクマン分子生物学研究所は、27歳の男性（スマトラ島ジャンビ州在住）が国内感染したと発表した[24]。
- 2月1日、アメリカCDCのフリーデン長官はCNNの独占インタビュー[25]で、「ジカ熱はCDCの現在の最重要課題である。本土では輸入例が予想される。プエルトリコとアメリカ領ヴァージン諸島では流行するだろう」と述べた。
- 2月1日、WHOはジカ熱について「国際的に懸念される公衆衛生上の緊急事態」(public health emergency of international concern, PHEIC) を宣言した[注釈 6][1][2][3]。
  - 厚生労働省は、届出が必要な感染症法上の第4類感染症に指定する予定である。
  - ブラジル政府は来週に大半の州にウィルス検査施設[注釈 7]を配備し、3月から報告体制が整う[26]。
  - 2月1日、CDCは警戒地域を4つ追加したため、30カ国・地域になった[27]。

カボベルデ、バルバドス、キュラソー、ドミニカ、グアドループ、ハイチ、プエルトリコ、マルチニーク、セントマーチン、アメリカ領バージン諸島、コスタリカ、エルサルバドル、グアテマラ、ホンジュラス、ニカラグア、パナマ、メキシコ、アメリカ領サモア、サモア、ボリビア、ブラジル、コロンビア、エクアドル、フランス領ギニア、ガイアナ、パラグアイ、スリナム、ベネズエラ
- 2月1日、ブラジルのワグネル官房長官は、妊婦のオリンピック観戦を控えるよう求めた[29]。
- 2月25日、20日までブラジルに滞在していた神奈川県川崎市在住の10代男性が、ジカ熱に感染していることが確認された[30]。

### 2017年
- 5月、インドでも2016年以降に感染者が発生していたことが報道される[31]。